# 昆西·沃茨
昆西·D·沃茨（英語：Quincy D. Watts，1970年6月19日—），美国前男子田径运动员。他曾在1992年夏季奥运会田径比赛中获得男子400米和4×400米接力金牌。他也曾获得两枚世界田径锦标赛奖牌。